# Sauerhof (Gemeinde)
Sauerhof ist eine Gemarkung auf dem Gemeindegebiet der Stadt Münchberg im Landkreis Hof (Oberfranken, Bayern). Bis zum 30. Juni 1972 war Sauerhof eine Gemeinde im Landkreis Münchberg.

## Gemarkung
Die Gemarkung Sauerhof hat eine Fläche von 2,773 km² und ist in 434 Flurstücke aufgeteilt, die eine durchschnittliche Fläche von 6389,68 m² haben. In ihr liegen die Gemeindeteile Mittelsauerhof, Obersauerhof, Sauerhof-Kuppel, Untersauerhof und Ziegelhütte.

## Gemeinde
Im Heiligen Römischen Reich Deutscher Nation gab es die Realgemeinde Sauerhof bestehend aus Mittelsauerhof, Obersauerhof und Untersauerhof. Gegen Ende des 18. Jahrhunderts bestand Sauerhof aus 35 Anwesen. Die Hochgerichtsbarkeit stand dem Burggericht Guttenberg zu, es hatte ggf. an das bambergischen Centamt Marktschorgast auszuliefern. Die Dorf- und Gemeindeherrschaft hatte das Burggericht Guttenberg. Grundherren waren
- die Gemeinde: 2 Häuser;
- das bambergische Kastenamt Stadtsteinach: 1 Sölde mit Wirtshaus;
- das Rittergut Guttenberg-Oberhaus: 5 Frohngüter, 9 Gütlein, 16 Tropfhäuser, 1 Tüchleinsfabrik;
- das Rittergut Guttenberg-Streichenreuth: 1 Mühle.[3]

Mit dem Gemeindeedikt von 1818 wurde die Ruralgemeinde Sauerhof gebildet, zu der Mittelsauerhof, Obersauerhof und Untersauerhof gehörten. Ziegelhütte wurde wahrscheinlich erst etwas später auf dem Gemeindegebiet gegründet. Die Gemeinde Sauerhof unterstand in Verwaltung und Gerichtsbarkeit dem Landgericht Münchberg und in der Finanzverwaltung dem Rentamt Münchberg (1919 in das Finanzamt Münchberg umgewandelt). In der freiwilligen Gerichtsbarkeit unterstanden die Anwesen dem Patrimonialgericht Guttenberg-Untersteinach. Am 1. Oktober 1840 erfolgte die Überweisung der Gemeinde Sauerhof an das Landgericht Stadtsteinach und dem Rentamt Stadtsteinach, die bereits 1857 revertiert wurde. Ab 1862 gehörte Sauerhof zum Bezirksamt Münchberg (1939 in Landkreis Münchberg umbenannt). Die Gerichtsbarkeit blieb beim Landgericht Münchberg (1879 in Amtsgericht Münchberg umgewandelt). Nach 1867 kam Kuppel von der Gemeinde Poppenreuth zur Gemeinde Sauerhof. Die Gemeinde hatte 1964 eine Gebietsfläche von 2,775 km². Im Zuge der Gebietsreform in Bayern wurde Sauerhof am 1. Juli 1972 nach Münchberg eingemeindet.

### Einwohnerentwicklung
| Jahr      | 1819   | 1840   | 1852   | 1855   | 1861   | 1867   | 1871   | 1875   | 1880   | 1885   | 1890   | 1895   | 1900   | 1905   | 1910   | 1919   | 1925   | 1933   | 1939   | 1946   | 1950   | 1952   | 1961  | 1970   |
| Einwohner | 251    | 400    | 424    | 434    | 506    | 526    | 561    | 545    | 507    | 494    | 457    | 457    | 427    | 423    | 412    | 327    | 324    | 325    | 292    | 351    | 351    | 328    | 304   | 260    |
| Häuser    |        |        |        |        |        |        | 50     |        |        | 105    | 52     |        | 59     |        |        |        | 59     |        |        |        | 58     |        | 64    |        |
| Quelle    | [ 10 ] | [ 11 ] | [ 11 ] | [ 11 ] | [ 12 ] | [ 13 ] | [ 14 ] | [ 15 ] | [ 16 ] | [ 17 ] | [ 18 ] | [ 11 ] | [ 19 ] | [ 11 ] | [ 20 ] | [ 11 ] | [ 21 ] | [ 11 ] | [ 11 ] | [ 11 ] | [ 22 ] | [ 11 ] | [ 5 ] | [ 23 ] |